# 双动力源铁路车辆
双动力源铁路车辆是指具备电力和内燃两套动力系统的铁路机车车辆，既可以使用车上搭载的柴油发电机组作为动力源，亦可以从牵引供电系统提供的外部电源获得电能，同时结合了电力机车和电力传动内燃机车的特点。当车辆在电气化铁路上运行时可采用电力模式，当机车运行到非电气化铁路上时可以切换到内燃模式，達成电气化铁路和非电气化铁路间不停车的连续运行，具有缩短列车运行时间、扩大机车车辆运行范围、提高机车车辆运用效率等优点。
双动力源铁路车辆和混合动力铁路车辆是完全不同的概念，混合动力铁路车辆的特点是具有可充电储能装置，可利用柴油发电机组、大容量蓄电池组单独或两者混合提供动力，但无法从电气化铁路的牵引供电系统获得外部电源。

## 圖庫

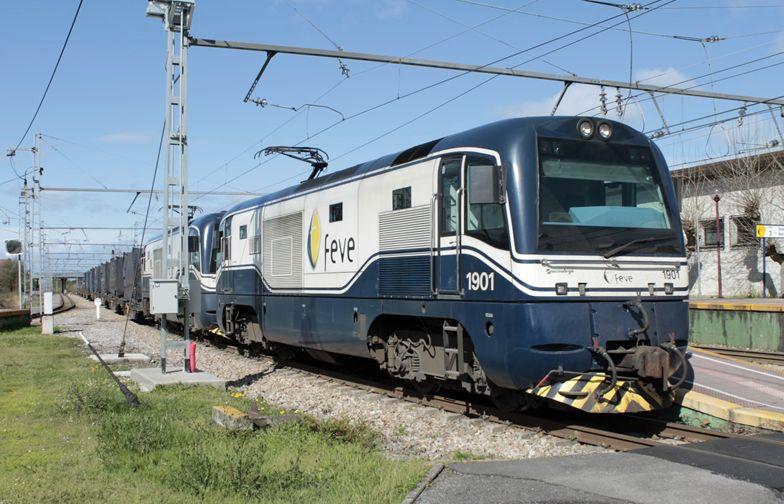
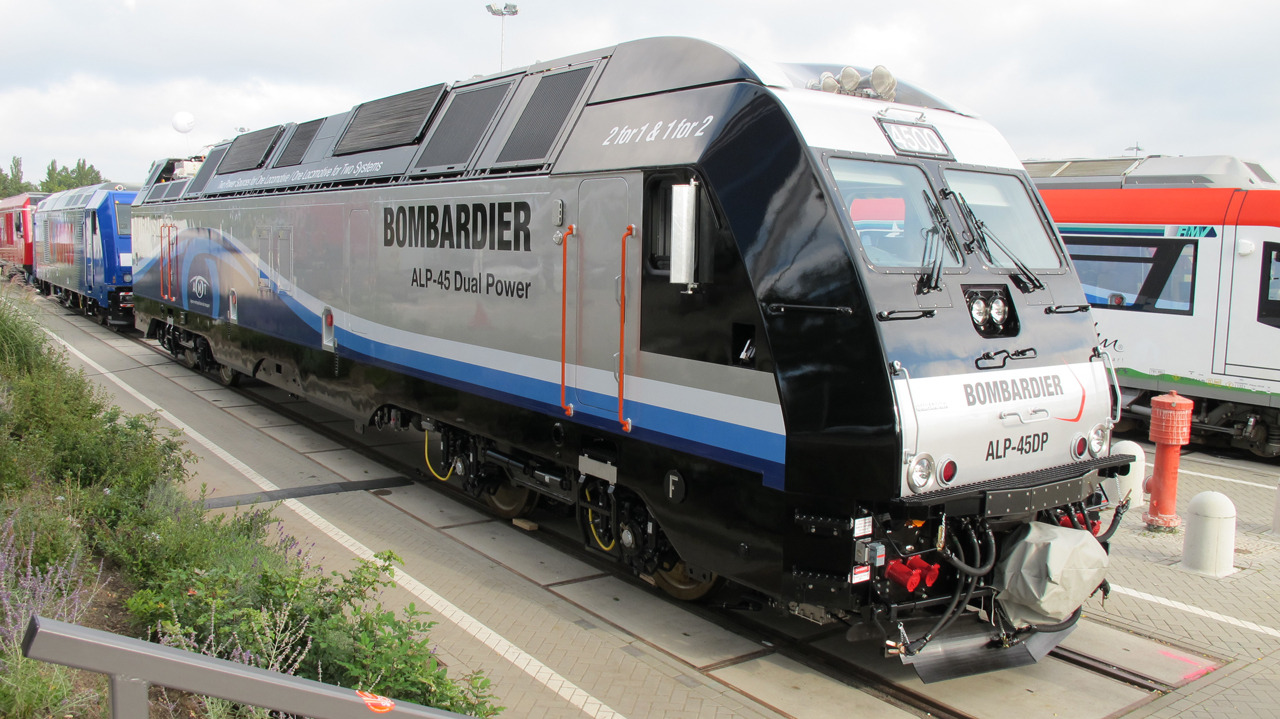
庞巴迪为美国新泽西公共交通公司研制的ALP-45DP型双动力源机车
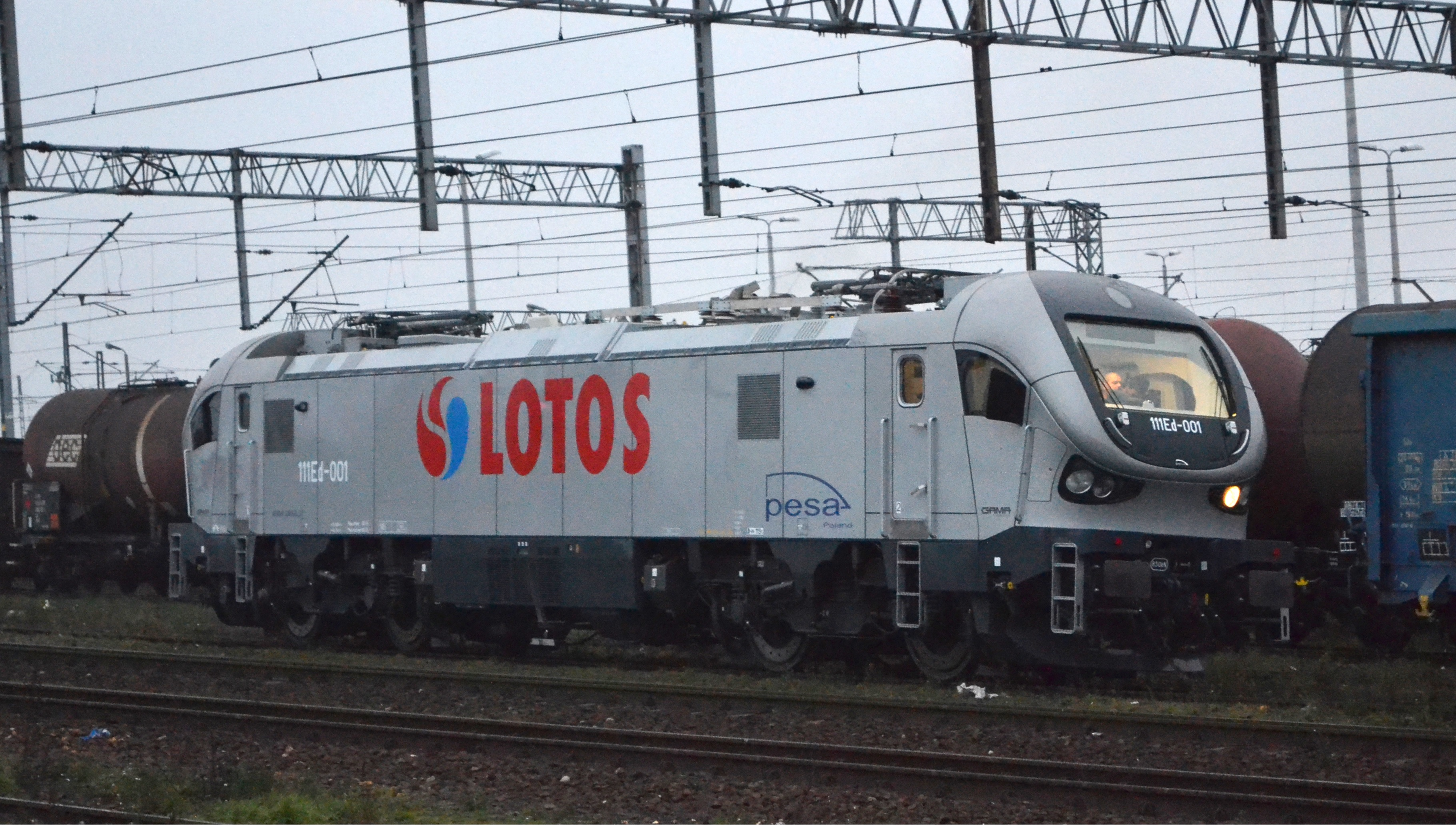
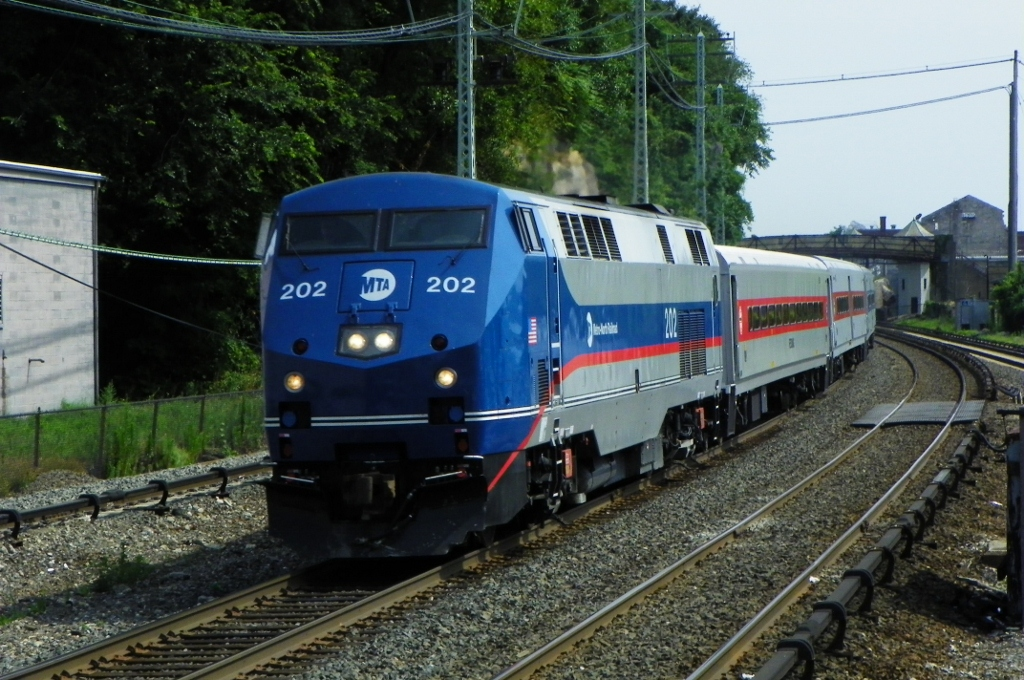
大都會北方鐵路的通用電氣創世紀型柴電機車創世紀II型駛經奥西宁站
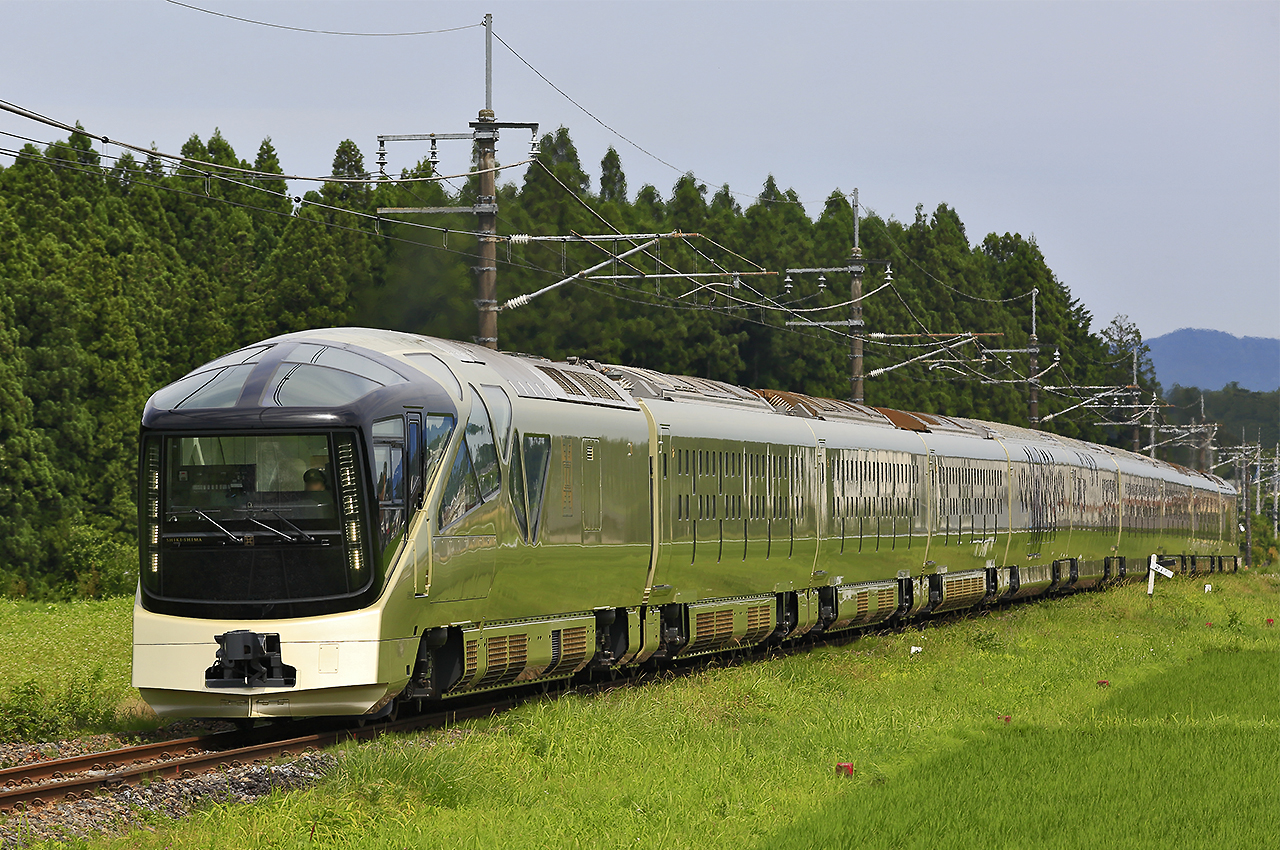
東日本旅客鐵道E001型，該列車可對應所有在來線供電方式，外加柴油發電機以行駛非電化區間。
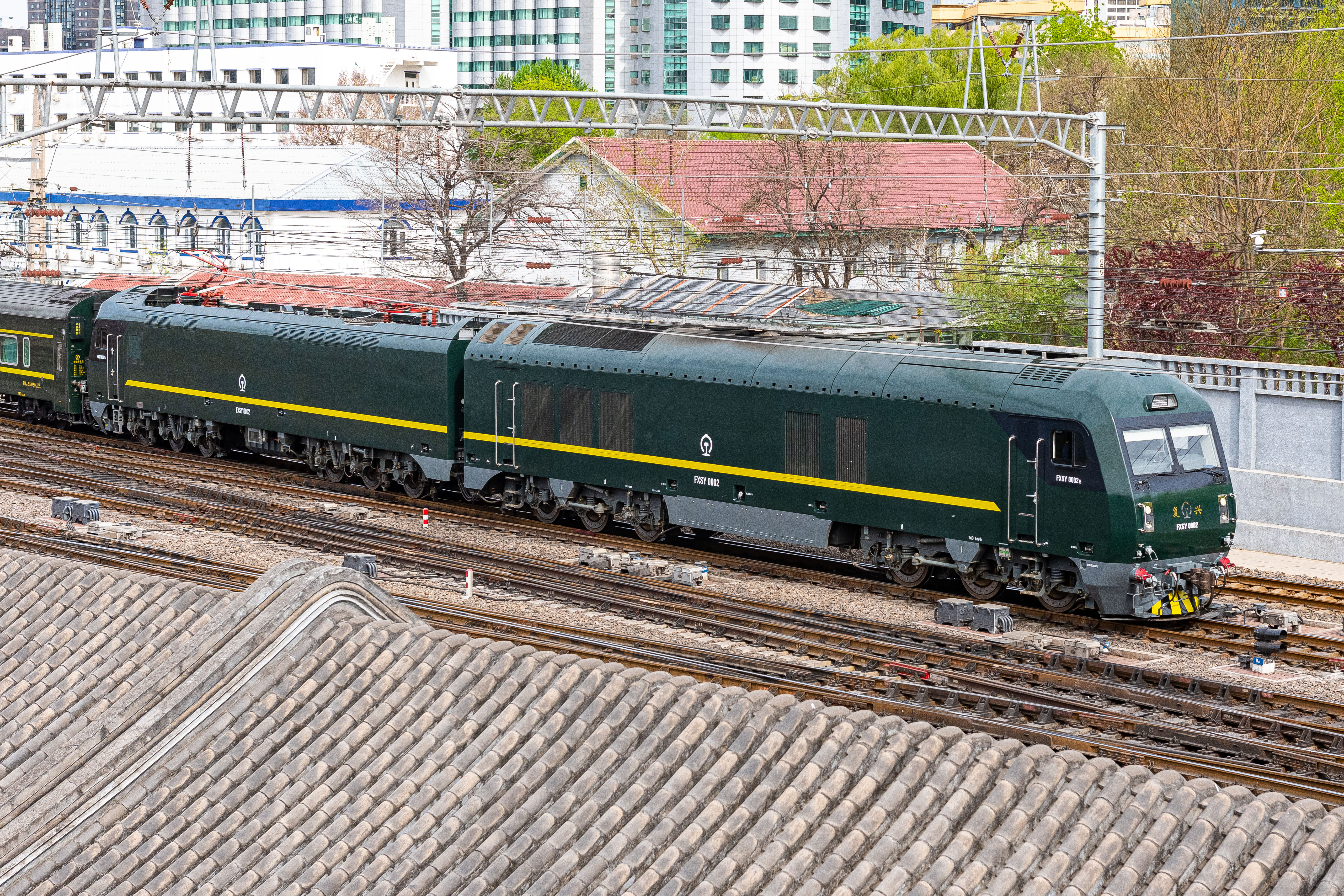
中国国家铁路集团FXSY型双源机车

## 外部連結
- .   [2019-05-28]. （原始内容存档于2013-02-08）.
- .   [2019-05-28]. （原始内容存档于2013-04-08）.
- Novocherkasskiy electric locomotive factory – Model OPE1（俄文）
- Drehstromloks.de
- 鐵路建設和協助公司官方網站（英文）